# Untersiebenbrunn
Untersiebenbrunn je obec v Rakousku ve spolkové zemi Dolní Rakousy v okrese Gänserndorf.

## Geografie

### Geografická poloha
Untersiebenbrunn se nachází ve spolkové zemi Dolní Rakousy v regionu Weinviertel. Rozloha území obce činí 30,5 km², z nichž 8,7 % je zalesněných.

### Části obce
Území obce Untersiebenbrunn se skládá ze dvou částí:
- Neuhof
- Untersiebenbrunn

### Sousední obce
- na severu: Gänserndorf, Weikendorf
- na východě: Lassee
- na jihu: Haringsee, Leopoldsdorf im Marchfelde
- na západě: Obersiebenbrunn

## Politika

### Obecní zastupitelstvo
Obecní zastupitelstvo se skládá ze 19 členů. Od komunálních voleb v roce 2015 zastávají následující strany tyto mandáty:
- 11 SPÖ
- 5 ÖVP
- 3 FPÖ

### Starosta
Nynějším starostou obce Untersiebenbrunn je Reinhold Steinmetz ze strany SPÖ.